# Wargnies-le-Petit Communal Cemetery
Wargnies-le-Petit Communal Cemetery is een Britse militaire begraafplaats gelegen in de Franse plaats Wargnies-le-Petit (Noorderdepartement). De begraafplaats wordt onderhouden door de Commonwealth War Graves Commission.
De begraafplaats telt 13 geïdentificeerde Gemenebest graven uit de Eerste Wereldoorlog.